# Alix Parmentier
Alix Parmentier, née le 12 juillet 1933 à Vez dans l'Oise et décédée en février 2016 en Espagne, est une religieuse catholique française, fondatrice en 1982 des sœurs contemplatives de Saint-Jean avec Marie-Dominique Philippe. Elle a été reconnue en 2009 comme sa complice dans les abus sexuels commis dans la communauté.

## Biographie
Alix Parmentier est la dernière d'une fratrie de six enfants. Son père, Louis-Adrien Parmentier, est propriétaire d'une grosse exploitation agricole qui emploie plusieurs dizaines de salariés,. La famille est catholique. L'une de ses tantes est bénédictine à l'abbaye Saint-Nicolas de Verneuil-sur-Avre dans l'Eure.
Malgré son désir de s'orienter vers la philosophie à la fin de ses études secondaires, elle se voit contrainte par son père de s'inscrire en 1952 dans un institut à Cambridge pour approfondir sa connaissance de la langue anglaise. De retour en France en 1954, elle suit à Paris les conférences de Marie-Dominique Philippe et est séduite par la métaphysique du dominicain qui devient son directeur spirituel. Elle entre dans le cercle des initiés de l'Eau vive qui participent aux pratiques mystico-sexuelles de Marie-Dominique Philippe, de son frère Thomas Philippe et de Jean Vanier,,,. 

### Première expérience de vie religieuse (1957-1961)
Elle rompt en 1956 ses fiançailles avec un officier de la marine marchande afin d'entrer dans la vie religieuse. Au moment où le Saint-Office s'apprête à fermer l'Eau vive et à sanctionner ses protagonistes, elle cherche en juin 1956 à se faire admettre au monastère du Cœur Immaculé de Marie à Bouvines, dont la prieure est Cécile Philippe, qui partage une relation incestueuse avec ses deux frères. Alix Parmentier est en fait le moyen que cherche à utiliser Marie-Dominique Philippe pour communiquer avec sa sœur, avec laquelle tout contact lui est interdit, en vue d'empêcher la fermeture de l'Eau vive. Le chanoine Gérard Huyghe, chargé de redresser le monastère de Bouvines, s'oppose à son entrée, et même à ce qu'elle soit reçue dans aucun monastère dominicain. 
Alix Parmentier confie sa déconvenue à sœur Marie Dupont, prieure et fondatrice en 1951 de la communauté de Bethléem, qui l'accueille à Méry-sur-Oise. Elle y réside jusqu'à l'été 1957 avant d'entrer au carmel de Boulogne-sur-Seine où Marie-Dominique Philippe bénéficie d'une grande aura comme prédicateur, confesseur extraordinaire et directeur spirituel. Elle prend l'habit le 26 octobre 1957, fait profession simple pour trois ans l'année suivante et devient en religion sœur Anne de la Vierge. Elle quitte cependant la communauté en 1961, avant de faire ses vœux perpétuels, les rigueurs d'une vie cloîtrée au carmel ne lui convenant pas.

### Assistante de Marie-Dominique Philippe (1962-1982)
Marie-Dominique Philippe est nommé en 1962 professeur de théodicée critique et d'histoire de la philosophie à l'université de Fribourg. Alix Parmentier le rejoint là-bas et devient son assistante. Elle l'accompagne dans ses déplacements et assure son secrétariat. Elle vit également avec lui une intimité sexuelle,. 
Parallèlement, elle s'inscrit à la Sorbonne (1963-1964) où elle obtient une licence de philosophie. Puis, elle devient doctorante à l'université de Nanterre où elle soutient une thèse sur la question de Dieu chez Alfred Whitehead, publiée en 1968 aux éditions Beauchesne,. Elle se lie avec un étudiant de Marie-Dominique Philippe qui se destine à la prêtrise et qui voue à Alix Parmentier une grande admiration intellectuelle et voit même en elle une figure de sainteté. « Ce qui pourrait se lire comme une simple idylle entre deux jeunes gens au cours des années 1970, revêt immédiatement un caractère particulier. Elle se déroule en effet selon une codification précise des pratiques sexuelles auxquelles Alix Parmentier initie son compagnon : « Il n'y avait pas pénétration, mais il y avait masturbation mutuelle. »
Chaque rencontre est l'occasion de renouveler ce scénario, toujours identique, et qui s'étend sur plusieurs années. ». Troublé par cette relation dont il s'estime victime, le jeune homme s'en ouvre à son directeur spirituel, Marie-Dominique Philippe, qui le conforte dans cette liaison : « Je fais confiance à Alix, alors ne vous inquiétez pas. ». Cette relation, entre 1974 et 1979, cesse au moment où le jeune homme est ordonné prêtre. 

### Supérieure des sœurs contemplatives de Saint-Jean (1982-2009)
Malgré son souhait d'une vie solitaire, elle est choisie par Marie-Dominique Philippe à l'été 1982 pour être la prieure de la communauté féminine qui s'est constituée à Rimont (Saône-et-Loire) à proximité de la communauté des frères de Saint-Jean fondée par le dominicain en 1975. La communauté féminine est formée par d'anciennes étudiantes de Marie-Dominique Philippe à Fribourg. Les jeunes femmes se consacrent à la Vierge le 8 décembre 1982. C'est ainsi que prend naissance la communauté des sœurs de Saint-Jean à laquelle l'évêque d'Autun, Armand Le Bourgeois donne un statut provisoire. Le 2 février 1983, Alix Parmentier prend l'habit des mains de Marie-Dominique Philippe et fait aussitôt profession perpétuelle dans la chambre de Marthe Robin à Châteauneuf-de-Galaure avec deux autres femmes.
Jusqu'au début des années 1990, les sœurs contemplatives sont peu nombreuses. Les vocations affluent par la suite, notamment grâce au charisme d'Alix Parmentier qui fait l'objet d'une vénération : la maladie inexpliquée dont elle déclare souffrir, les tourments que lui inflige le démon selon ses dires, la font comparer à Marthe Robin. Considérée à partir des années 2000 comme la cofondatrice de la congrégation Saint-Jean avec Marie-Dominique Philippe, elle participe peu en réalité à la vie de la communauté et délègue son gouvernement à Louise Hubac (sœur Marthe) qui est la maîtresse des novices au prieuré de Saint-Jodard (Loire).

### La crise de 2009 et la création de Maria Stella Matutina
Les plaintes pour dérives sectaires contre la communauté Saint-Jean se précisent au début des années 2000. En août 2003, Gaston Poulain, évêque de Périgueux est nommé assistant par le cardinal Barbarin à la demande de la Congrégation pour les religieux. Incapable de juguler les déviances des sœurs contemplatives, prenant même fait et cause pour elles, il est remplacé en 2008 par deux assistantes bénédictines qui échouent à redresser la communauté. Le cardinal Barbarin demande le 6 juin 2009 à Alix Parmentier de donner sa démission. Une fronde contre la décision de l'archevêque de Lyon s'organise à l'été 2009, menée par sœur Marthe et Alix Parmentier qui aboutit en novembre 2009 à la destitution de cette dernière,. Une majorité de sœurs contemplatives, souhaitant rester fidèles à la mémoire de Marie-Dominique Philippe et à leur prieure, entrent en dissidence et quittent la communauté Saint-Jean. Elles souhaitent créer une nouvelle communauté dans le diocèse de Saltillo, au Mexique, accueillies par l'évêque José Raúl Vera López, mais le Saint-Siège ne donne pas son autorisation. Une association de fidèles en vue d'un institut religieux est fondée le 29 juin 2012 dans le diocèse de Cordoue, sous le nom d'« institut Saint-Jean et Saint-Dominique ». Cette association est dissoute le 10 janvier 2013 par le cardinal Bertone à la demande de Benoît XVI. En 2014, le Saint-Siège permet la fondation d'une nouvelle communauté, au monastère de Trinidad à Bergara en Espagne sous le nom de Maria Stella Matutina, à la condition que les quatre responsables des sœurs contemplatives de Saint-Jean quittent la communauté (Alix Parmentier, Marthe (Louise) Hubac, Isabelle Hubac et Agnès Godemel),. Alix Parmentier les rejoint néanmoins quelques mois plus tard. Elle décède en février 2016. Ses funérailles sont célébrées « en grande pompe » par Braulio Rodríguez Plaza, archevêque de Tolède, en présence de Demetrio Fernández González (es), évêque de Cordoue, qui avait reconnu en 2012 les premières sœurs de Maria Stella Matutina. Malgré l'interdiction du Vatican, elle est inhumée en habit de religieuse, à Almonacid.

## Abus sexuels d'Alix Parmentier
Alix Parmentier joue un « rôle second, mais important » dans le système d'abus sexuels au sein de la communauté Saint-Jean. En maintenant les sœurs dans une relation de dépendance affective à Marie-Dominique Philippe et en organisant à dessein des rencontres entre les religieuses et le fondateur, elle tient auprès de lui le rôle de complice et de « facilitatrice »,.
De la part d'Alix Parmentier, deux cas d'abus sexuels sur des hommes sont connus, mais il est probable que d'autres frères de Saint-Jean aient été victimes des mêmes comportements et les aient eux-mêmes reproduits sur des sœurs. « Dans les deux cas attestés, il est question d'une véritable initiation, impliquant à la fois des actes et des justifications, et l'approbation du père M.-D. Philippe intervient dans un deuxième temps, quand le frère parle avec lui de ce qu'il vit avec Alix [Parmentier]. »
Le premier cas attesté est celui de l'étudiant de Marie-Dominique Philippe, qu'elle avait connu à Fribourg dans les années 1970, qui a été l'un des tout premiers frères de Saint-Jean sur lequel elle a pratiqué des masturbations et des fellations,. Le second cas concerne un autre frère entré en 1982 à l'âge de 24 ans au noviciat de Rimont, Alix Parmentier étant alors âgée de 50 ans. L'intéressé témoigne d'effusions physiques et de masturbations, avec une dimension incestueuse, qu'il a lui-même reproduits sur une jeune femme de la communauté. Ordonné diacre en 1987 après sa profession perpétuelle, il met au courant l'évêque d'Autun, Raymond Séguy, de la nature de la relation qu'il entretient avec Alix Parmentier. Contre l'avis de la communauté, qui craint que l'affaire s'ébruite, Raymond Séguy demande au frère, qu'il considère comme l'unique responsable de la situation, de sortir de la congrégation Saint-Jean. Ce dernier quitte l'état clérical.
Les abus sexuels de Marie-Dominique Philippe sont révélés fin août 2009 par le cardinal Christoph Schönborn à Philippe Barbarin. Ce dernier n'avait connaissance en juin que de problèmes de gouvernance au moment d'évincer Alix Parmentier du gouvernement des sœurs contemplatives, mais le cardinal autrichien avait reçu en 2006 des témoignages sur de graves problèmes de mœurs. Philippe Barbarin conduit aussitôt une enquête qui lui révèle l'étendue des abus sexuels impliquant le fondateur, les frères de Saint-Jean et Alix Parmentier. Le dossier est transmis en octobre 2009 au cardinal Tarcisio Bertone, secrétaire d'État. Alix Parmentier est mise au courant des accusations qui pèsent contre elle par le commissaire pontifical des sœurs contemplatives, Jean Bonfils, évêque émérite de Nice, qui l'incite à demander pardon. Elle écrit le 5 février 2010 au jeune homme rencontré dans les années 1970 (devenu prêtre) pour lui faire retirer son témoignage. Elle reconnaît implicitement les faits dans sa lettre : « J'ai sûrement été très maladroite, car j'étais naïve comme pas possible, n'ayant aucune connaissance de la fragilité des hommes. Vous étiez pour moi un grand ami, j'avais confiance en vous, mais comme j'ignorais tout de la sexualité, j'ai été imprudente, j'ai cru qu'il n'y avait entre nous que de la tendresse. Le jour où vous avez fondu en sanglots dans mon studio, j'ai été très secouée et désolée d'avoir fait exploser le volcan. » Ce dernier lui oppose par lettre un refus le 10 février. Compte-tenu de l'ancienneté des faits et de l'absence de plainte en justice, aucune procédure canonique sur ce cas n'est engagée contre Alix Parmentier.